# Seleção Argentina de Futsal Feminino
A Seleção Argentina de Futsal Feminino representa a Argentina em competições internacionais e tem como unidade organizadora a Associação do Futebol Argentino (AFA).

## Melhores Classificações
- Torneio Mundial de Futsal Feminino - 6º lugar em 2011
- Copa América de Futsal Feminino - Vice-campeã em 2011 e 2019